# La Tauromachie de Gustave Doré

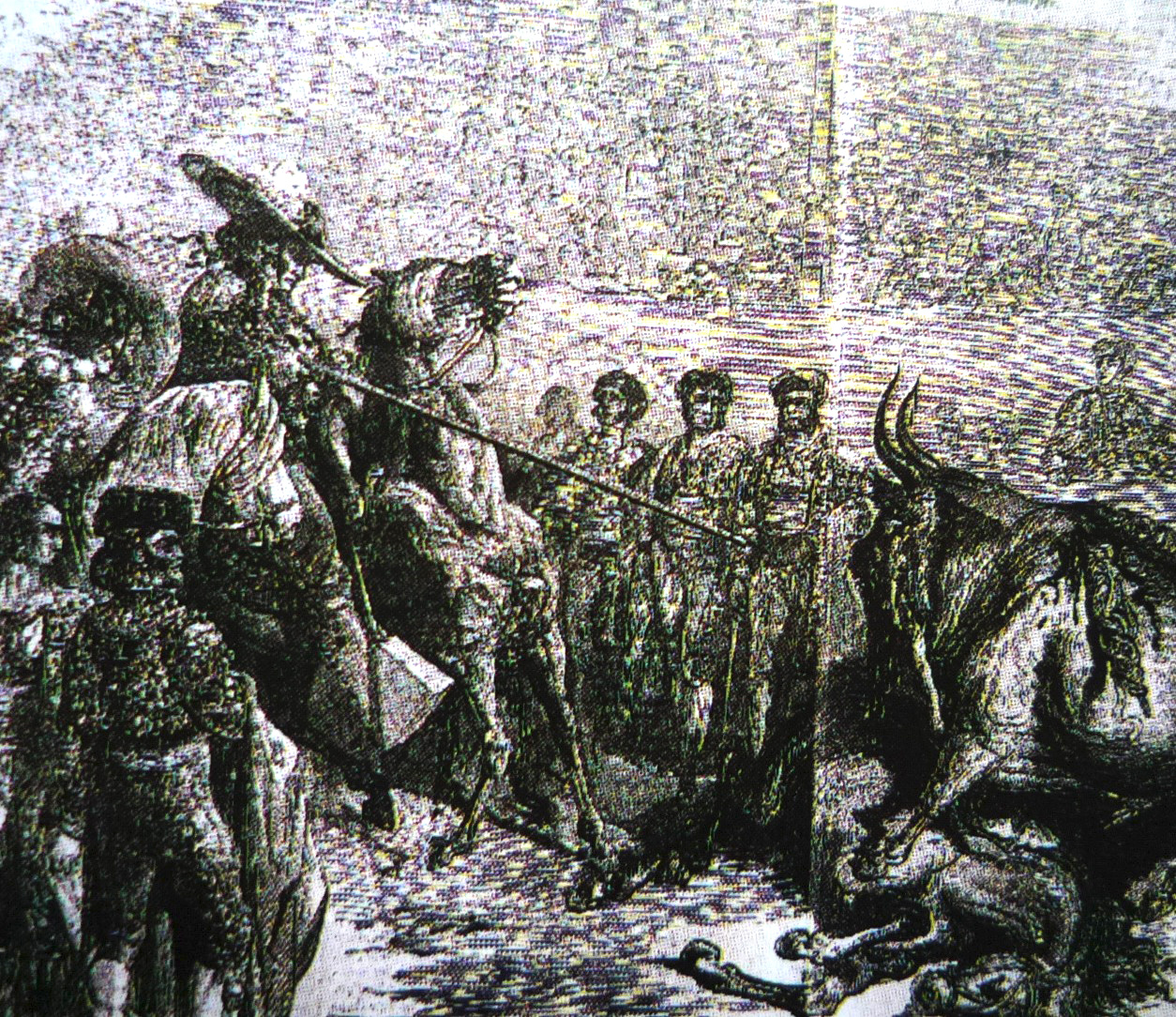
Gustave Doré, Corrida (1860).

La Tauromachie de Gustave Doré est un recueil de trente cinq gravures et six lithographies exécutées alors qu'il avait pour mission d'illustrer des récits de voyage en Espagne. Commencée en 1854, pendant un séjour dans les Pyrénées où l'artiste recueillait matière à illustrer  un ouvrage d'Hippolyte Taine, (Voyage aux eaux des Pyrénées), la série de dessins s'est enrichie d'images de tauromachie grâce à l'influence de Théophile Gautier et de Paul Dalloz, qui ont entraîné Doré aux arènes de Bayonne.
Les carnets de dessins qu'il rapporte de cette expérience illustreront un album La Corrida de toros en 1860. Doré retourne en Espagne peu après pour illustrer la corrida dans un ouvrage du baron Jean Charles Davillier Voyage en Espagne, qui sera publié de 1862 à 1873 Combats de taureaux.

## Voyage en Espagne et tauromachie
« Les dessins de Doré relèguent au second plan le récit du baron. Ce sont eux qui semblent avoir inspiré le texte et non l'inverse. Nous avons là le reportage graphique d'une corrida célébrée au mois d'octobre 1861. »

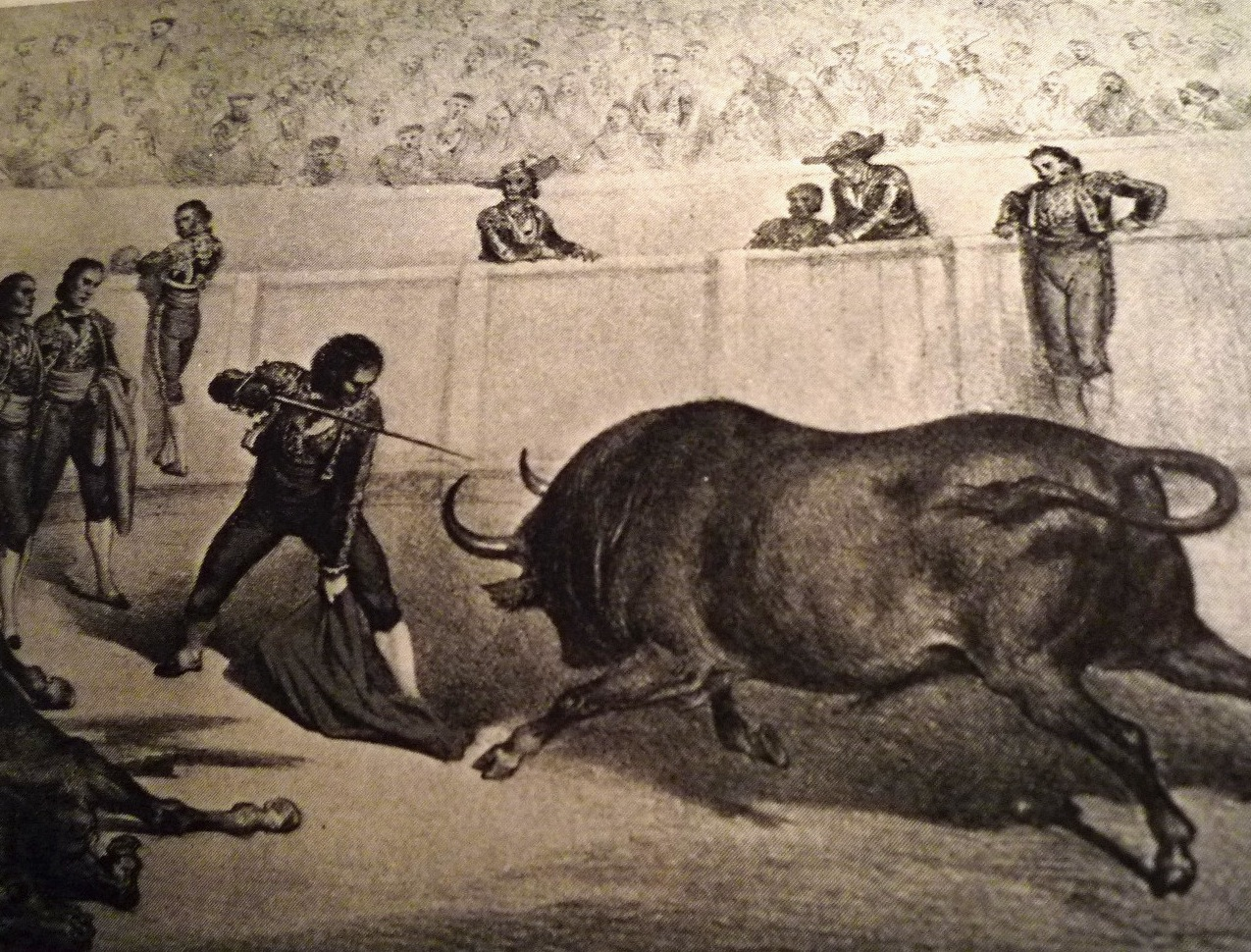
Gustave Doré, estocade

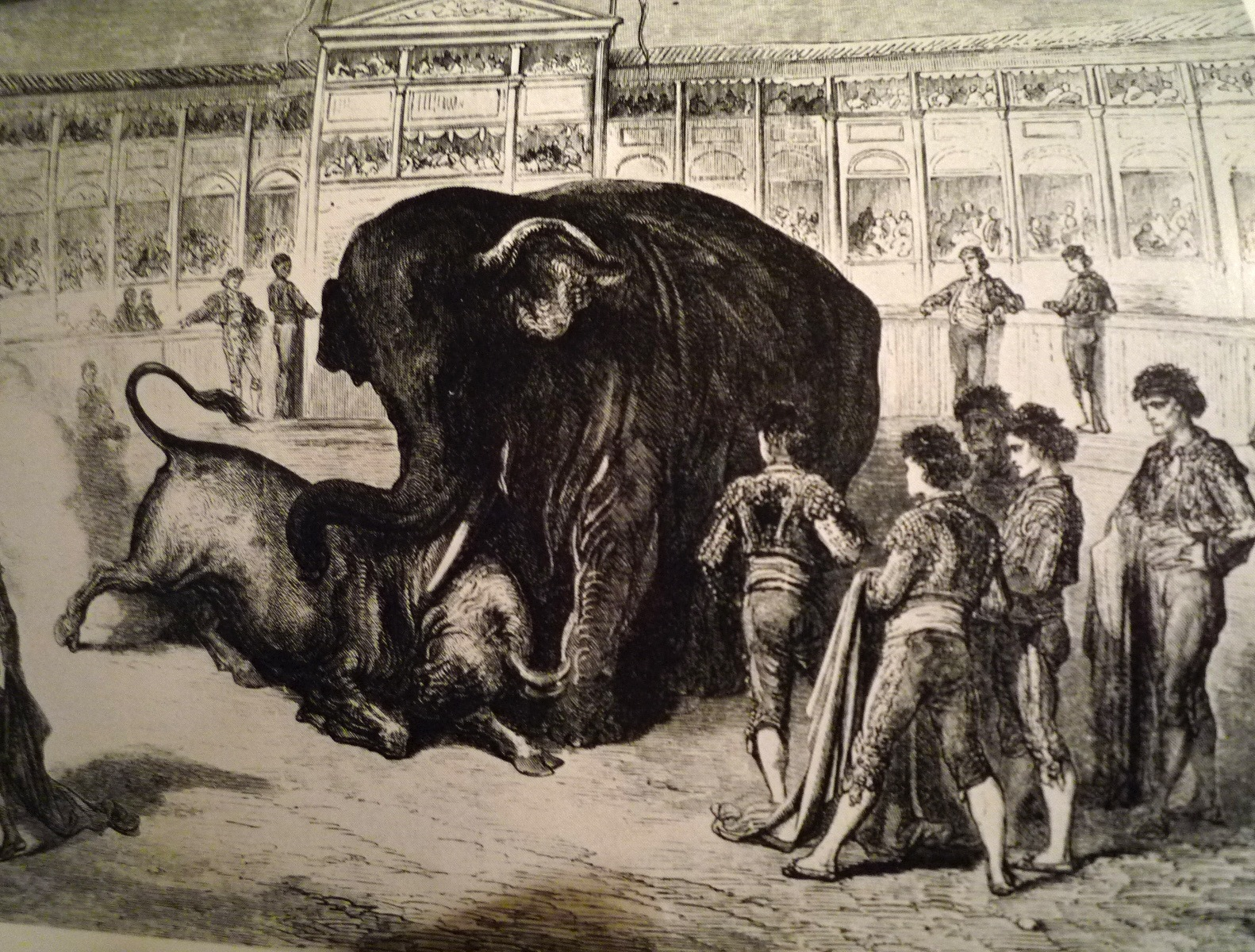
Gustave Doré, combat du taureau et de l'éléphant

Gustave Doré, fasciné par la corrida, devient un véritable aficionado en compagnie de Davillier et de son frère qui connaissent bien l'Espagne. À Valence, où ils ont fait halte, la cuadrilla de El Tato descend dans la même auberge qu'eux. Doré peut alors faire les portraits du matador, mais aussi de son picador Antonio Calderón et du banderillero « El Gordito ».
À Alicante, puis à Malaga, l'artiste, aux dires de Davillier, devient un spécialise du molinete et de toutes les suertes : « Un des principaux coup de puñal, c’est le molinete, dont Doré nous donne un dessin très exact ». À Ronda, Gustave Doré réalise une esquisse : Les enfants toreros, scène andalouse.
Contrairement aux voyageurs de la même époque, les frères Davillier et avec eux, Doré, parcourent toutes les régions de l'Espagne, assistent à toutes sortes de corrida. À Jerez de la Frontera, Doré est très impressionné par une course de huit toros où 29 chevaux agonisent. En descendant le Guadalquivir en bateau, il a pour compagnon de voyage le picador Calderón qui lui décrit toutes les races de taureaux. À Aranjuez, c'est un combat très différent qui l'attend dans l'arène : un taureau contre un tigre. Doré immortalisera cette scène, puis il dessinera un autre combat, celui du taureau et de l'éléphant. Comme Francisco de Goya, il produira une « cogida de toro » (matador se faisant prendre, encorner par le taureau).
L'ouvrage de Davillier a été traduit en espagnol sous le titre « Viaje por España » aux éditions Castilla, Madrid, 1957. La Tauromachie de Gustave Doré a été commentée de manière élogieuse par le dramaturge Antonio Buero : « Les attitudes des picadors, du cachetero, de ceux qui sautent par-dessus la barrière ou s'appuient sur elle, de ceux qui tirent le toro par la queue, des banderilleros, tout est admirable pour son réalisme. Le regard aigu de l'artiste réussit à souligner tout ce que le torero possède de gracile et de fine féminité face à la force virile et ingénue du toro. »